# Tutlecký hloh
Tutlecký hloh byl památný strom, výjimečně starý zástupce svého druhu, který rostl při polní cestě u obce Tutleky v Rychnovském okrese, jedné z nejstarších osad v Čechách. Zanikl před více než 100 lety.

## Základní údaje
- název: Tutlecký hloh
- obvod: 248 cm (1882),[1] 296 cm (nad kořeny)[2]
- věk: 300–400 let,[2] 3000 let[1] ¹)

¹) Věk 3000 let (s otazníkem v závorce) uvádí Jan Evangelista Chadt-Ševětínský. Jako zdroj informace je zmíněn „Jos. Mikolášek r. 1882“. Je možné, že v údaji byla uvedena omylem nula navíc. K této možnosti se přiklání i konzervátor František Hrobař.

## Stav stromu a údržba
Původně dosahoval dutý kmen v obvodu těsně nad zemí téměř 3 metrů a dělil se na tři mohutné vrcholy. Dva z nich v letech 1887-1888 zlomil vítr. Vichřice 1. října 1893, která poškodila jasany U Dvorečka v Kostelci nad Orlicí, památný strom zlomila. 16. dubna 1894 zničil prudký jihovýchodní vítr i poslední zbytek starého hlohu.
13. dubna 1895 na jeho místo vysadil předseda okrašlovacího spolku, MUDr. Karel Švehla dva bílé a jeden červený hloh, které ale postupně zanikly. Další hloh byl vysazen na jiném místě.

## Historie a pověsti
Na stromu visel prastarý obraz Panny Marie, u kterého se zastavovali kostelečtí studenti pro požehnání a posilu při cestě na rychnovské gymnázium.
Podle pověsti pod hlohem tábořil již Žižka.

## Odkaz v umění
Báseň o památném stromu nazvanou Hloh Tutlecký napsal častolovský farář Alois Potěhník (18. dubna 1829 – 29. října 1898). Je součástí sbírky Z jitra na úsvitě a zahrnul ji i Stanislav Dvořák do knihy Pověsti Rychnovska (1939). Úryvek:
| … Tu se dáme polní cestičkou, která bude dosti kratičkou: neb cíl cesty, o kterém se jedná, Tutleky jsou – víska neúhledná. Víska neúhledná v zákoutí, ta-li vábila nás ku pouti? Na strom zvláštní upřeme tu zraky: zda hloh stromem může býti taky? „A dost velkým“ svědek odpoví, dospěv jindy sotva na křoví; tu však mocný kmen, tu šedé skráně, kořena a hlava jako báně. | … V jeho větvích, kde se splítají, paprsky se kříže kmitají; ano místa dosti v tomto hloží, pro obrázek taky Matky Boží. A když rudým květem obalen, v sváteční jak roucho zahalen, v záři sluneční se leskne zrána – velebná naň vskutku podívaná. Važte sobě toho stařečka, přejte jemu toho místečka, by s tím křížem zdobil vaši vísku, tento velebný kmet, jenž přečkal Žižku. … |

Fotografii stromu před zánikem pořídil kostelecký měšťan Eduard Sejkora.

## Další zajímavosti
Tutlecký hloh byl ve své době vůbec nejsilnějším hlohem v Čechách i střední Evropě. Podobně silný hloh (235 cm ve výšce 160 cm, měřeno v červenci 1908) rostl v zahradě v Soest ve Vestfalsku. Dosahoval výšky 7,5 metru a historické záznamy o něm pocházely již ze 30. let 16. století.

## Památné a významné stromy v okolí
- Bratrská borovice
- Borovice Erbenka

#### Odborná
- HROBAŘ, František. Staré a památné stromy na Rychnovsku n. Kn.. [s.l.]: Svaz spolků okrašlovacích a ochranářských v Praze, 1940. 131 s.
- CHADT-ŠEVĚTÍNSKÝ, Jan Evangelista. Dějiny lesů a lesnictví. Ilustrace V. L. Anderle, Ad. Liebscher. Písek: vlastní náklad, 1913. 1121 s.
- CHADT-ŠEVĚTÍNSKÝ, Jan Evangelista. Staré a památné stromy v Čechách, na Moravě a ve Slezsku. 2., rozmn. vyd.. vyd. Praha: vl. náklad, 1913. 215 s.

#### Krásná
- GUTH-JARKOVSKÝ, Jiří Stanislav. Ulomená haluz. Praha: Českomoravské podniky tiskařské a vydavatelské, 1919. 299 s.
- POTĚHNÍK, Alois. Z jistra na úsvitě. Rychnov nad Kněžnou: vlastní náklad, 1889. 105 s.
- DVOŘÁK, Stanislav. Pověsti Rychnovska. Ilustrace Vladimír Beneš. Rychnov nad Kněžnou: Okresní osvětový sbor, 1939. 185 s.